# Mykoła Hlibowycki
Mykoła Hlibowycki (ukr. Микола Глібовицький) (ur. 9 grudnia 1876 w Czeremchowie, zm. 18 listopada 1918 w Słobódce Leśnej) – prawnik i polityk starorusiński, poseł do austriackiej Rady Państwa.

## Życiorys
Urodził się w rodzinie duchownego gr.-kat. Pawła, proboszcza w Czeremchowie, w pow. kołomyjskim. Ukończył niemiecką szkołę ludową w Czerniowcach na Bukowinie oraz gimnazjum w Kołomyi. Następnie w latach 1894-1898 studiował prawo na uniwersytecie w Wiedniu. Doktorat z prawa otrzymał tamże w 1900. Od 1900 pracował jako prawnik w Kołomyi. W 1903 odbył praktykę w sądzie obwodowym w Wiedniu i powiatowym w Kołomyi. Od 1904 prowadził kancelarię adwokacką w Złoczowie.
Politycznie związany ze Starorusinami, był zwolennikiem koncepcji moskalofiskich. Od 1900 współtworzył Russką Partię Ludową. Na początku XX wieku wraz z czeskim politykiem Karelem Kramářem i Słoweńcem Ivanem Hribarem współtworzył ideologię neosłowiańską. Był także współorganizatorem w 1908 i 1909 Kongresów Słowiańskich w Pradze. Był autorem licznych broszur a także artykułów propagujących idee moskalofilskie.
Poseł do austriackiej Rady Państwa XI kadencji (17 czerwca 1907 – 30 marca 1911) wybranym z okręgu wyborczego nr 63 (Złoczów – Busk – Kamionka Strumiłowa – Olesko – Przemyślany). W parlamencie należał jako hospitant najpierw do klubu czeskich agrariuszy zaś od listopada 1907 do starorusińskiego Russko-narodnego klubu.
Po wybuchu I wojny światowej był prześladowany przez władze austro-węgierskie. W sierpniu 1914 został aresztowany pod zarzutem sprzyjania Rosji, a następnie osadzony w twierdzy Terezin, gdzie przebywał do początku 1918.